# Улица Бејкер 221б
Улица Бејкер 221б је лондонска адреса на којој је, у периоду од 1881. до 1904. године, становао Шерлок Холмс, књижевни лик писца Сер Артура Конана Дојла. Слово које се налази иза броја указује на стан на првом спрату (према америчком означавању, у питању је други спрат) стамбене зграде са становима за издавање која је била део низа сличних здања у џорџијанском стилу изграђених дуж улице. 
Само место на коме се налазила кућа, уколико је заиста постојала, је предмет спора више научника, иако је сигурно да 1887. године, у време када су прве приче о Холмсу објављене, адреса није постојала.

## Место на коме се налазила адреса
У периоду у коме се одигравају приче о Шерлоку Холмсу, бројеви кућа у Улици Бејкер нису били већи од 100, што је, врло вероватно, разлог због кога је Конан Дојл изабрао већи број.
Део улице који се простире северно у односу на Марилебон Роуд (енгл. Marylebone Road), у близини парка Риџентс (енгл. Regent's Park), у коме се данас налази зграда са бројем 221, био је познат у време Конана Дојла као Горња улица Бејкер, а у свом првом рукопису, он смешта Холмсову кућу управо у „Горњу улицу Бејкер“, што указује на чињеницу да, уколико је на уму имао реалан распоред, кућа би морала да буде негде у том делу улице. Међутим, британски писац крими романа по имену Најџел Морланд (енгл. Nigel Moreland) тврдио је да је касније у свом животу Конан Дојл идентификовао раскршће улица Бејкер и Џорџ, које се налази око 500 метара јужно од Марилебон Роуда, као место на коме се налазио број 221б.